# V postulato di Euclide
Il V postulato di Euclide è il postulato più conosciuto fra quelli che il matematico Euclide enuncia nei suoi Elementi. I matematici si sono cimentati per più di duemila anni nel tentativo di dedurlo dai primi quattro postulati, finché nell'Ottocento hanno effettivamente dimostrato la sua indeducibilità. Modificando questo postulato si creano geometrie diverse, dette non euclidee.

## I postulati di Euclide
Nella stesura degli Elementi, l'opera di formidabile sistematizzazione della matematica ellenistica, svolta in termini rigorosamente ipotetico-deduttivi, Euclide enuncia cinque postulati. I primi quattro sono:
1. congiungendo due punti qualsiasi si ottiene un segmento di retta;
2. si può prolungare la retta oltre i due punti indefinitamente;
3. dato un punto e una lunghezza, è possibile descrivere un cerchio;
4. tutti gli angoli retti sono congruenti.

## Il V Postulato
L'enunciato:
Se una retta taglia altre due rette determinando dallo stesso lato angoli interni la cui somma è minore di quella di due angoli retti, prolungando indefinitamente le due rette, esse si incontreranno dalla parte dove la somma dei due angoli è minore di due angoli retti.

Animazione del V postulato di Euclide

Diverse sono state nella storia della matematica le formulazioni del V postulato, citiamo ad esempio la seguente:
- date due rette parallele tagliate da una trasversale, la somma dei due angoli coniugati interni è pari ad un angolo piatto;

Nella tradizione didattica moderna il V postulato è in genere sostituito dall'assioma di Playfair:
- dati una qualsiasi retta {\displaystyle r} e un punto {\displaystyle P} non appartenente a essa, è possibile tracciare per {\displaystyle P} una e una sola retta parallela alla retta {\displaystyle r} data.

In geometria euclidea l'assioma di Playfair e il V postulato sono equivalenti.
Altre formulazioni equivalenti dell'assioma di Playfair sono:
- in un quadrilatero {\displaystyle ABCD} avente gli angoli {\displaystyle {\hat {A}}} e {\displaystyle {\hat {B}}} retti e i lati {\displaystyle {\overline {AD}}} e {\displaystyle {\overline {BC}}} uguali, allora anche gli altri due angoli sono retti (formulazione adottata dal Saccheri[senza fonte]);
- in un qualsiasi triangolo la somma degli angoli interni è pari a un angolo piatto.

## Il V postulato è indipendente dai primi quattro?
Non è un caso, probabilmente, che negli Elementi il V postulato venga usato solo dopo la dimostrazione di ben 28 "proposizioni" che non ne dipendono, formando un corpus di teoremi che verrà poi chiamato geometria assoluta. Da questo corpus si devono però escludere le proposizioni dedotte dalla proposizione 16 (Un angolo esterno di un triangolo è maggiore di ciascuno dei due angoli interni non adiacenti), la cui dimostrazione pur non usando il V postulato, ricorre al II (prolungabilità indefinita di un segmento), che esclude le geometrie ellittiche.
I tentativi di provare il V postulato impegnarono per secoli matematici greci, arabi e rinascimentali. Le strade percorse per cercare di capire la reale natura del V postulato di Euclide si possono raggruppare in tre direzioni: 
1. proposte di modificare la definizione di rette parallele;
2. proposte di sostituire il V postulato con un postulato alternativo;
3. tentativi di dimostrazione.

Nella prima direzione va ricordata la definizione di parallele proposta da Posidonio (I secolo a.C.):
- due rette complanari sono parallele se sono equidistanti.

La definizione precedente sollevava però il problema dell'esistenza di rette complanari ed equidistanti. Alcuni matematici cercarono di dimostrare l'esistenza di tali rette deducendola da postulati introdotti allo scopo. Ricordiamo i seguenti: 
- due rette complanari non equidistanti, in un verso convergono e nell'altro divergono indefinitamente (Cataldi 1548-1626);
- il luogo dei punti del piano equidistanti da una retta e giacente dalla stessa banda di essa, è una retta (Borelli, 1608-1679).

Altri autori lo sostituirono con altri postulati simili a quelli degli Elementi. Tra i postulati proposti vi furono i seguenti:
- gli angoli interni, da una stessa parte, formati da due rette parallele con una trasversale sono supplementari (Tolomeo II secolo d.C.);
- se una retta incontra una di due rette parallele, incontra anche l'altra (Proclo 412-485);
- due rette parallele a una terza sono parallele tra di loro (Proclo, 412-485 d.C.);
- se due rette {\displaystyle a} e {\displaystyle b} sono perpendicolari e una obliqua a una trasversale, rispettivamente in {\displaystyle A} e in {\displaystyle B,} i segmenti di perpendicolari abbassati dai punti di {\displaystyle b} su {\displaystyle a} sono minori di {\displaystyle AB,} dalla parte di {\displaystyle AB} da cui questa forma con {\displaystyle b} un angolo acuto (Nasir-Eddin, 1201-1274);
- dato un triangolo qualsiasi, si può sempre costruirne un altro simile (cioè con gli stessi angoli) a esso, di grandezza arbitraria (Wallis 1616-1703);
- per un punto interno a un triangolo passa sempre una retta secante ambo i lati dell'angolo (Legendre 1752-1833);
- per tre punti non allineati passa sempre una e una sola circonferenza (Bolyai 1775-1856).

Ricordiamo infine alcuni tentativi di dimostrare il V postulato.
Clavio (1537-1612), nella sua traduzione latina di Euclide aggiunge una dimostrazione, ma riprende implicitamente la nozione di rette parallele come luogo di punti equidistanti. Successivamente, Vitale Giordano (1633-1711) prova a dimostrare che il luogo dei punti equidistanti da una retta è esso stesso una retta.
Tra i tentativi di dimostrazione del V postulato di Euclide un posto di rilievo è occupato da quello del matematico gesuita Padre Giovanni Girolamo Saccheri (1667-1733), che cercò di ottenerne una dimostrazione per assurdo nell'opera "Euclides ab omni naevo vindicatus" ("Euclide emendato da ogni neo"), che pubblicò poco prima di morire, nel 1733. L'antiestetico neo che a parere di Saccheri turbava l'armonia degli Elementi era dato, naturalmente, dall'avere assunto come postulato una proposizione che avrebbe invece dovuto dimostrare.
Saccheri cominciò con l'osservare, correttamente, che il V postulato era deducibile dalla proposizione seguente:
- "In un quadrilatero {\displaystyle ABCD} avente gli angoli {\displaystyle {\hat {A}}} e {\displaystyle {\hat {B}}} retti e i lati {\displaystyle {\overline {AD}}} e {\displaystyle {\overline {BC}}} uguali anche gli altri due angoli sono retti".

Egli dichiara di volere dimostrare tale proposizione per assurdo (tecnica dimostrativa a contrariis).
A priori si possono formulare, sugli angoli {\displaystyle {\hat {C}}} e {\displaystyle {\hat {D}}} (che, come è facile dimostrare, sono uguali) le seguenti ipotesi: 
- ipotesi 1: sono entrambi retti;
- ipotesi 2: sono entrambi ottusi;
- ipotesi 3: sono entrambi acuti.

Saccheri dimostra correttamente che se una delle ipotesi è valida per un particolare quadrilatero lo è anche per tutti gli altri. Si propone poi di dimostrare che partendo dalle ipotesi 2 e 3 si arriva a qualche proposizione che contraddice le prime 28 proposizioni degli Elementi (quelle indipendenti dal V postulato). In questo modo avrebbe dimostrato che tali ipotesi sono false dimostrando la validità della prima ipotesi.
L'eliminazione dell'ipotesi 2 è più semplice e corretta: Saccheri dimostra, in effetti, che essa contraddice la proposizione 16 di Euclide. Non si accorge, però, che tale proposizione, utilizzando il II postulato, di fatto nega proprio l'ipotesi 2. Saccheri combatte poi a lungo con l'ipotesi 3 (che lui chiama "l'inimica ipotesi dell'angolo acuto"), prima di ritenere di aver avuto partita vinta. In realtà la sua pretesa dimostrazione è basata su un uso scorretto del concetto di infinito.
Le tre ipotesi avrebbero potuto, secondo un linguaggio a noi più familiare, essere formulate nel modo seguente:
Data una retta {\displaystyle r} e un punto {\displaystyle P} fuori di essa, per {\displaystyle P} passa 
- Ipotesi 1: una e una sola parallela alla retta data;
- Ipotesi 2: nessuna parallela alla retta data;
- Ipotesi 3: infinite parallele alla retta data.

L'opera di Saccheri, pur non avendo raggiunto lo scopo prefisso, è di grande importanza nella storia della matematica, poiché deducendo correttamente varie proposizioni dalle ipotesi 2 e 3 sviluppa di fatto, all'insaputa dell'autore, un primo embrione delle due geometrie non euclidee che si ottengono appunto assumendo come postulato tali ipotesi: la geometria ellittica che accoglie l'ipotesi 2 e sarà sviluppata da Riemann e la geometria iperbolica, che assume l'ipotesi 3 e sarà sviluppata da Bolyai e Lobachevsky.
Soltanto negli ultimi anni dell'Ottocento è stata dimostrata l'indipendenza del quinto postulato di Euclide dai primi quattro. Tale dimostrazione avviene immaginando una geometria avente come piano la superficie di una pseudosfera e verificando che in tale modello geometrico valgono i primi quattro postulati ma non il quinto. Questo equivale a dire che i primi quattro postulati non implicano il quinto.